# Quemala
«Quemala» es la séptima canción de No Te Va Gustar del álbum Sólo de noche, compuesta por Emiliano Brancciari. El tema relata sobre un hombre el cual tenía tres flores y que las tenía que cuidar y proteger, pero el descuido y el alejamiento hacia otro lugar hizo olvidarse de las flores; además, relata el arrepentimiento del hombre causado por el descuido y el olvido, mostrando una faceta triste y deprimida en la cual termina solitario sin tener a quien cuidar.
Emiliano compuso este tema inspirándose en su vida privada cuando era menor de edad, a la edad de 12 años sus padres se divorciaron y él se fue a vivir con su madre a Montevideo; el hombre del tema es el padre, y las tres flores: el, su hermana y su mama.